# Henri Mazerat
Louis Marie Henri Mazerat (Saint-Amand-Montrond, 1 de agosto de 1903-París, 14 de septiembre de 1986) fue un obispo católico francés. Fue sucesivamente obispo de Fréjus-Toulon (1960-1962) y de Angers (1962-1974).

## Biografía
Mazerat fue a la escuela en Bourges. Se graduó en el Lycée Saint-Louis de París y estudió en la École centrale Paris (graduándose en 1926). Ingresó en el seminario de San Sulpicio en París y fue ordenado sacerdote en 1932. Fue nombrado capellán en Nanterre (1939), hizo el servicio militar como oficial de artillería y pasó cinco años como prisionero de guerra en campos de Austria y Polonia.
Desde 1945 fue capellán en el distrito 8 de París. En 1958, fue nombrado en rápida sucesión, primero párroco de su parroquia, luego coadjutor (con derechos de sucesor) del anciano obispo de Fréjus-Toulon. Como tal, prestó servicios a las víctimas del derrumbe de la presa de Fréjus (invierno de 1959-1960). En junio de 1960 fue nombrado oficialmente obispo de Fréjus-Toulon, pero se trasladó a la diócesis de Angers en febrero de 1962. En Angers implementó las decisiones del Concilio Vaticano II, en el que él mismo había tomado parte como miembro de la comisión de la Disciplina del Clero y del Pueblo cristiano.
A causa de la enfermedad de Parkinson, abdicó en 1974 y se retiró a la casa de París de la Congregación de las Hermanitas de los Pobres, donde murió en 1986 a la edad de 83 años. 
Su funeral se celebró el 17 de septiembre en la catedral de Angers ante 250 sacerdotes, su familia y numerosas personalidades locales.
Su retrato se puede ver en la Institución Libre de Combrée, así como en el sitio web de la institución. Una asociación de Angers lleva su nombre y tiene como objetivo proporcionar alojamiento social a las personas mayores.